# Mensaje en una botella (novela)
Mensaje en una botella (en inglés, Message in a Bottle) es la segunda novela del escritor estadounidense Nicholas Sparks, publicada en abril de 1998. La historia transcurre a mediados de la década de 1990, en Wilmington, Carolina del Norte.
En 1999 se realizó una adaptación cinematográfica de la novela, protagonizada por Kevin Costner y Robin Wright Penn.

## Resumen
Theresa Osborne, una mujer divorciada y sin esperanza de encontrar un hombre que la ame de verdad, que trabaja como columnista en un diario de Chicago, haciendo jogging  por la playa una mañana, halla una botella, sólo tres semanas después de ser arrojada al mar en alguna parte. 
Dentro hay una carta que dice: 
"Mi Querida Catherine, te extraño, mi amor, como siempre, pero hoy es particularmente difícil porque el océano ha estado cantando para mí la canción de nuestra vida juntos... "
Para Garrett, el hombre que escribió la carta, el mensaje es la única forma en que sabe expresar su amor eterno a una mujer que ha perdido. El mensaje suscita en Theresa preguntas que le intrigan. ¿Quiénes son Garrett y Catherine? ¿Dónde está ahora? Es entonces cuando Theresa se propone encontrar a Garrett por sus emociones que no entendía completamente. Theresa comienza una búsqueda que la lleva a una ciudad en la costa y se encuentra con un enfrentamiento inesperado. Reunidos por casualidad, Theresa y Garrett son personas cuyas vidas están a punto de tener un propósito. Este libro es una historia que despierta nuestras más profundas esperanzas de encontrar a alguien especial y al amor eterno.

## Resumen del libro según Amazon.com
Theresa Osborne, columnista de Chicago, ha perdido la fe en el sueño de encontrar amor eterno. Tres años después de divorciarse de su marido infiel, la madre soltera pasa las vacaciones en Cape Cod cuando se encuentra una botella arrojada a la orilla por el mar. En la botella hay un mensaje que comienza así: "Querida Catherine, te extraño". Esto la lleva a la publicación de la conmovedora carta en su columna, y con esto aparecen dos cartas más encontradas por otros, del mismo escritor misterioso, Garrett Blake. Theresa sigue el rastro de las cartas a Carolina del Norte, donde descubre que Garrett ha estado enfrentando por tres años la pena de la muerte de su esposa, a quien escribe sus mensajes marítimos..

## Información extra sobre el libro
- La historia fue inspirada por el padre de Nicholas Sparks

- Mensaje en una botella, la segunda novela de Nicholas Sparks, es de aproximadamente 92.000 palabras.

- Mensaje en una botella fue escrito en Simpsonville, Carolina del Sur y en su casa en Carolina del Norte.

- Nicholas Sparks comenzó a escribir Mensaje en una botella en la primavera de 1996. El trabajo continuó hasta agosto de 1996, y continuó a partir de febrero de 1997 hasta mayo de 1997. Los derechos para la película se vendieron en marzo de 1997 (cuando la novela estaba a medio terminar), y la novela se publicó en la primavera de 1998. Pasó casi siete meses en la lista de best-sellers y estuvo otros cinco meses en la lista de los libros de bolsillo más vendidos. La película se estrenó en febrero de 1999 y abrió el número uno en la taquilla y, finalmente, recaudó $ 120 millones.